# Exochorda
Exochorda es un pequeño género de cuatro especies de plantas de flores perteneciente a la familia Rosaceae, nativas de China y Asia central (Turquestán).

## Descripción
Son arbustos caducos que alcanzan 2-4 metros de altura. Las hojas son ovales de 3-9 cm de longitud, con márgenes enteros o serrados. Las flores son blancas, con cinco pétalos, que florecen en primavera en ramas terminales. El fruto es un folículo seco que se aparta para lanzar las semillas. 

## Taxonomía
Exochorda fue descrita por John Lindley y publicado en The Gardeners' Chronicle & Agricultural Gazette 1858: 925, en el año 1858. La especie tipo es: Exochorda grandiflora Lindl.

## Especies aceptadas
A continuación se brinda un listado de las especies del género Exochorda aceptadas hasta octubre de 2014, ordenadas alfabéticamente. Para cada una se indica el nombre binomial seguido del autor, abreviado según las convenciones y usos.	
- Exochorda giraldii. China.
- Exochorda korolkowii. Turquestán.
- Exochorda racemosa. China.
- Exochorda serratifolia. China.